# 073IIY型登陆运输舰
073IIY型登陆运输舰，又称烟台级运输船。1985年，9308厂对两艘未建造完工的073Ⅱ型登陆舰零部件等100多个项目进行返工复建，将因为主机质量不合格而没有续造的073Ⅱ型登陆舰改装为军用运输舰。9月，军用运输舰下水试航。